# Phil Taylor
Philip John "Phil" Taylor, född 21 september 1954 i Hasland i Chesterfield i Derbyshire, död 11 november 2015, var en brittisk trumslagare. Han spelade i hårdrocksbandet Motörhead 1975–1984 och 1987–1992. Under de mellanliggande åren spelade han trummor i Waysted och Operator samt turnerade med Frankie Miller. Efter att ha slutgiltigt slutat i Motörhead år 1992 arbetade han bland annat med The Web of Spider och Capricorn.